# Rachel G. Fox
Rachel G. Fox, född 23 juli 1996 i Lawrenceville, Georgia, är en amerikansk skådespelare.
Fox har bland annat spelat Kayla Huntington i TV-serien Desperate Housewives.

## Fotnoter
1. ↑  Deutsche Synchronkartei, Deutsche Synchronkartei skådespelar-ID: 16586, läst: 4 april 2022.[källa från Wikidata]